# Fritz Flato

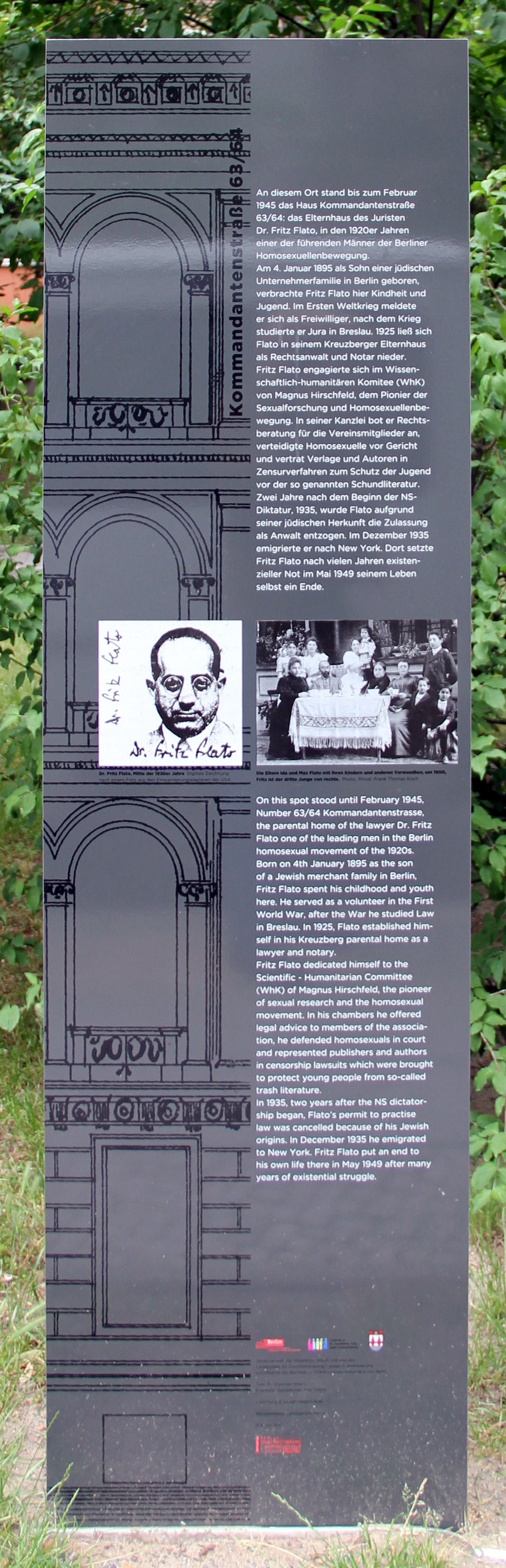
Gedenktafel, Kommandantenstraße 63, in Berlin-Kreuzberg

Fritz Flato (* 4. Januar 1895 in Berlin; † Mai 1949 in New York) war ein Notar und Anwalt, der sich seit Anfang der Zwanzigerjahre im Wissenschaftlich-humanitären Komitee (WhK) engagierte. Zudem verteidigte er Angeklagte nach § 175 und Verleger wie beispielsweise Friedrich Radszuweit, den Verleger vieler Lesben- und Schwulenzeitschriften.

## Leben

### Emigration nach New York
1934 wurde Fritz Flato aufgrund seiner jüdischen Abstammung die Anwaltslizenz aberkannt, woraufhin er 1935 nach New York emigrierte. Dort konnte er allerdings nicht richtig Fuß fassen, da sein deutsches Jurastudium nicht anerkannt wurde. Im Mai 1949 beging Fritz Flato Selbstmord in New York.

### Rolle im WhK
Die Aktivitäten von Fritz Flato innerhalb des WhK sind erst seit November 1929 nachweisbar. 1930 wurde er erster Beisitzer der Geschäftsführung und Vorstandsmitglied, wo er für Rechtsangelegenheiten zuständig war und Strafrechts- und Verwaltungssachen übernahm.

## Gedenktafel
Am 14. September 2011 wurde eine Gedenktafel für Flato neben dem Haus Kommandantenstraße 62 in Berlin eingeweiht. Neben dem Gedenktext ist auf der Stele eine digital erstellte Abbildung von Fritz Flato sowie ein Foto von Flato mit seinen Eltern, Geschwistern und anderen Verwandten zu sehen. Der Landesverband Berlin des Deutschen Roten Kreuzes (DRK) übernahm die Patenschaft sowie die künftige Pflege des Denkmals.